# Гусарня
Гусарня — упразднённая деревня в Сергиево-Посадском городском округе Московской области России.

## География
Место, где находилась деревня (в настоящее время территория СНТ Гусаренка) расположено в северо-восточной части области, в зоне хвойно-широколиственных лесов, на правом берегу реки Гусаренки (левый приток Перемойки), к западу от автодороги 46Н-10462, на расстоянии примерно 23 километров (по прямой) к северо-северо-западу от города Сергиев Посад, административного центра округа.

### Климат
Климат характеризуется как умеренно континентальный, с умеренно холодной зимой и тёплым летом. Среднегодовая температура воздуха — +2,7 °C. Средняя температура воздуха самого холодного месяца (января) — −11,3 °C (абсолютный минимум — −48 °C), средняя температура самого тёплого (июля) — +17 °С (абсолютный максимум — +36 °C). Годовое количество атмосферных осадков — 630 мм, из которых около 70 % выпадает в период с апреля по октябрь.

## История
В «Списке населённых мест Владимирской губернии по сведениям 1859 года» населённый пункт упомянут как казённая деревня Гусарки (Гусарня) Александровского уезда, расположенная в 50 верстах от уездного города. В деревне насчитывалось 6 дворов и проживало 34 человека (15 мужчин и 19 женщины).
По состоянию на 1905 год, в Гусарне имелось 6 дворов и проживало 66 человек. В административном отношении деревня входила в состав Константиновской волости.
По данным 1926 года в деревне имелось 7 крестьянских хозяйств и проживало 47 человек (28 мужчин и 22 женщины). Являлась частью Бабошинского сельсовета Константиновской волости Сергиевского уезда Московской губернии.